# Hip Hop is Dead
Hip Hop is Dead es el álbum del 2006 del rapero Nas lanzado el 19 de diciembre de 2006. Es su primer álbum con la discográfica Def Jam Recordings vendiendo en su primera semana 355.880 copias.

## Lista de canciones
| #  | Título                                    | Escritores                                                   | Productor(es)             | Invitados(s)                  | Duración |
| -- | ----------------------------------------- | ------------------------------------------------------------ | ------------------------- | ----------------------------- | -------- |
| 1  | "Money Over Bullshit"                     | N. Jones, L. Lewis, W. Coleman                               | L.E.S. and Wyldfyer       |                               | 4:16     |
| 2  | "You Can't Kill Me"                       | N. Jones, L. Lewis, A. West                                  | L.E.S. and Alvin West     |                               | 3:13     |
| 3  | "Carry on Tradition"                      | N. Jones, S. Storch                                          | Scott Storch              |                               | 3:49     |
| 4  | "Where Are They Now"                      | N. Jones, S. Gibbs, J. Brown, B. Byrd, R. Lehnhoff           | Nas and Salaam Remi       |                               | 2:44     |
| 5  | "Hip Hop Is Dead"                         | N. Jones, W. Adams, J. Lordan, D. Ingle                      | will.i.am                 | will.i.am                     | 3:45     |
| 6  | "Who Killed It?"                          | N. Jones, S. Gibbs, W. Adams                                 | Salaam Remi and will.i.am |                               | 3:10     |
| 7  | "Black Republican"                        | N. Jones, S. Carter, L. Lewis, W. Coleman                    | L.E.S. and Wyldfyer       | Jay-Z                         | 3:45     |
| 8  | "Not Going Back"                          | N. Jones, T. Hermansen, M. Ericksen, K. Rogers-Jones         | Stargate                  | Kelis                         | 4:09     |
| 9  | "Still Dreaming"                          | N. Jones, K. West, C. Payne, J. Webb                         | Kanye West                | Kanye West, Chrisette Michele | 3:36     |
| 10 | "Hold Down the Block"                     | N. Jones, M. Batson                                          | Mark Batson               |                               | 3:58     |
| 11 | "Blunt Ashes"                             | N. Jones, M. Webber                                          | Chris Webber              |                               | 4:03     |
| 12 | "Let There Be Light"                      | N. Jones, K. West, T. Williams, D. Harris, P. Cho, S. Miller | Kanye West                | Tre Williams                  | 4:28     |
| 13 | "Play On Playa"                           | N. Jones, S. Storch, C. Broadus, M. Gaye, L. Ware, A. Ross   | Scott Storch              | Snoop Dogg                    | 3:33     |
| 14 | "Can't Forget About You"                  | N. Jones, W. Adams, C. Payne, I. Gordon                      | will.i.am                 | Chrisette Michele             | 4:34     |
| 15 | "Hustlers"                                | N. Jones, J. Taylor, M. Ambosius, A. Young, M. Elizondo      | Dr. Dre                   | The Game, Marsha              | 4:06     |
| 16 | "Hope"                                    | N. Jones, L. Lewis                                           | Nas and L.E.S.            |                               | 3:05     |
| +  | "Shine On" (iTunes pre-order bonus track) | N. Jones, S. Gibbs, J.N. Howard                              | Salaam Remi               |                               | 2:35     |
| +  | "The N..." (UK bonus track)               | N. Jones, S. Gibbs                                           | Salaam Remi               |                               | 2:48     |
| +  | "Where Y'all At" (Best Buy bonus track)   | N. Jones, S. Gibbs                                           | Salaam Remi               |                               | 4:09     |

| Predecesor: The Inspiration de Young Jeezy | Billboard 200 - Álbum n.° 1 6 de enero de 2007 | Sucesor: 21 de Omarion |